# Кастелвекио Субекуо
Кастелвѐкио Субѐкуо (на италиански: Castelvecchio Subequo) е село и община в Южна Италия, провинция Акуила, регион Абруцо. Разположено е на 490 m надморска височина. Населението на общината е 1027 души (към 2010 г.).